# Thousand Swords
Thousand Swords – drugi album studyjny polskiej grupy muzycznej Graveland. Wydawnictwo ukazało się w 1995 roku nakładem wytwórni muzycznej Lethal Records. Nagrania zostały zarejestrowane w grudniu 1994 roku we wrocławskim Tuba Studio. 

## Lista utworów
Opracowano na podstawie materiału źródłowego.
1. "Intro" (muz. Karcharoth) - 01:35
2. "Blood of Christians on My Sword" (sł. Rob Darken, muz. Rob Darken) - 08:05
3. "Thousand Swords" (sł. Rob Darken, muz. Rob Darken) - 06:32
4. "The Dark Battlefield" (sł. Rob Darken, muz. Rob Darken) - 07:57
5. "The Time of Revenge" (muz. Rob Darken) - 04:50
6. "Born for War" (sł. Rob Darken, muz. Rob Darken) - 08:31
7. "Black Metal War" (muz. Rob Darken) - 01:42
8. "To Die in Fight" (sł. Rob Darken, muz. Rob Darken) - 05:41
9. "Outro" (muz. Rob Darken) - 02:01

## Twórcy
Opracowano na podstawie materiału źródłowego.
| - Robert "Rob Darken" Fudali - śpiew, gitara, keyboard, logo - Grzegorz "Karcharoth" Jurgielewicz - gitara basowa - Maciej "Capricornus" Dąbrowski - perkusja | - Grzegorz Czachor - inżynieria dźwięku, miksowanie - Christophe Szpajdel - logo - Raborym - zdjęcia |

## Wydania
| Rok  | Nr katalogowy | Format | Wytwórnia                  | Region   | Źródło |
| ---- | ------------- | ------ | -------------------------- | -------- | ------ |
| 1995 | LRC 21        | CD     | Lethal Records             | Austria  | [ 5 ]  |
| 1995 | ISG 01        | CS     | Isengard Distribution      | Polska   | [ 5 ]  |
| 1996 | ISG 01        | CD     | Isengard Distribution      | Polska   | [ 5 ]  |
| 1999 | NC 032        | CD     | No Colours Records         | Niemcy   | [ 5 ]  |
| 2000 | C.A. 034      | CS     | Counter Attack Productions | Bułgaria | [ 5 ]  |
| 2001 | 12 kol        | CS     | Kolovrat                   | Ukraina  | [ 5 ]  |
| 2001 | LP            | NC 032 | No Colours Records         | Niemcy   | [ 5 ]  |